# Cooper Landing
Cooper Landing és una concentració de població designada pel cens dels Estats Units a l'estat d'Alaska. Segons el cens del 2000 tenia 369 habitants.

## Demografia
Segons el cens del 2000, Cooper Landing tenia 369 habitants, 162 habitatges, i 96 famílies La densitat de població era de 2,2 habitants/km².
Dels 162 habitatges en un 21,6% hi vivien nens de menys de 18 anys, en un 50,6% hi vivien parelles casades, en un 4,3% dones solteres, i en un 40,7% no eren unitats familiars. En el 34% dels habitatges hi vivien persones soles el 9,9% de les quals corresponia a persones de 65 anys o més que vivien soles. El nombre mitjà de persones vivint en cada habitatge era de 2,14 i el nombre mitjà de persones que vivien en cada família era de 2,74.
Per edats la població es repartia de la següent manera: un 18,2% tenia menys de 18 anys, un 7% entre 18 i 24, un 23,8% entre 25 i 44, un 32,2% de 45 a 60 i un 18,7% 65 anys o més.
L'edat mediana era de 46 anys. Per cada 100 dones hi havia 117,1 homes. Per cada 100 dones de 18 o més anys hi havia 120,4 homes.
La renda mediana per habitatge era de 34.844 $ i la renda mediana per família de 51.250 $. Els homes tenien una renda mediana de 46.319 $ mentre que les dones 34.276 $. La renda per capita de la població era de 24.795 $. Cap de les famílies i el 2,2% de la població estaven per davall del llindar de pobresa.

## Poblacions més properes
El següent diagrama mostra les poblacions més properes.